# Carlo III Malatesta de Sogliano
Carlo III Malatesta de Sogliano (Rímini 1567 - Legnano 1628) fue hijo de Cornelio Malatesta de San Giovanni. Fue conde soberano de Sogliano en 1591 (en 1593 se asoció con su primo Sempronio Malatesta de Sogliano), conde de Pondo (en 1593 cedió la mitad a Sempronio), conde de Talamello, conde de la mitad de San Giovanni in Galilea, señor de Montegelli, Rontagnano, Savignano di Rigo, Pietra dell’Uso, Montepetra, Seguno, Pratolina, Rufiano, Meleto, Sapeto, Cigna, Bucchio, Pozzuolo Vallenzera, Sassetta y Soasia, y señor de un tercio de Spinello y Strigara. Fue confirmado en sus posesiones por sentencia de la cámara apostólica del 8 de julio de 1600. Vendió su mitad del condado de Pondo y anexos en noviembre de 1600 por 13.000 escudos a Gian Francesco Aldobrandini, y se reservó la décima parte del feudo.
Fue capitán del ejército imperial (1596), del ejército del Papa a las órdenes del duque de Latera, y al comienzo del siglo XVII de Venecia; fue gobernador veneciano de Legnano.
Se casó en 1625 con Elisabetta Bontacchio, bresciana, y únicamente dejó dos hijos naturales (Jacopo y Olímpia Malatesta).
Murió en Legnano en 1628.